# Violoncelle
 (juin 2024).
Si vous disposez d'ouvrages ou d'articles de référence ou si vous connaissez des sites web de qualité traitant du thème abordé ici, merci de compléter l'article en donnant les références utiles à sa vérifiabilité et en les liant à la section « Notes et références ».
Le violoncelle est un instrument à cordes frottées (mises en vibration par l'action de l'archet), pincées (pizzicato) ou plus rarement frappées avec le bois de l'archet (col legno), de la famille des cordes frottées, qui compte aussi notamment le violon, l'alto et la contrebasse. Il se joue assis et tenu entre les jambes ; il repose maintenant sur une pique escamotable, mais fut longtemps joué posé entre les jambes, sur les mollets ou sur la poitrine.
Ses quatre cordes sont généralement accordées en quintes : do1, sol1, ré2 et la2 (du grave vers l'aigu), comme pour l'alto. Le violoncelle est accordé une octave en dessous de ce dernier, soit une douzième (une octave plus une quinte) en dessous du violon. C'est l'un des instruments ayant la tessiture la plus grande. Sa gamme de fréquences fondamentales va approximativement de 65 à 1 000 Hz (voire 2 000 Hz dans certaines œuvres virtuoses). On dit souvent que c'est l'instrument le plus proche de la voix humaine.
Le joueur de violoncelle est un violoncelliste.

## Historique

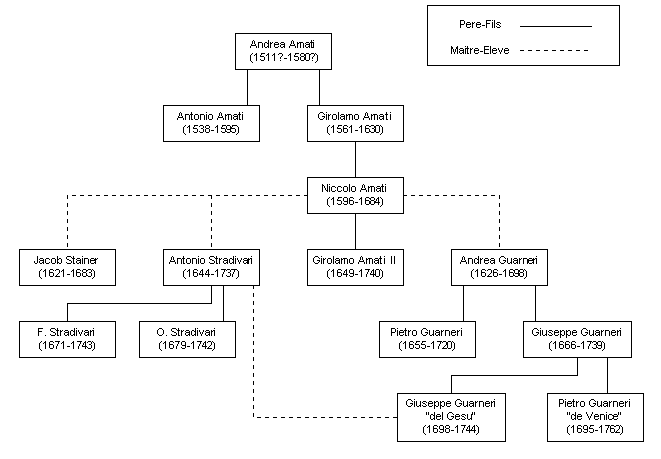
L’école de lutherie de Crémone.

### Invention (XVIesiècle)

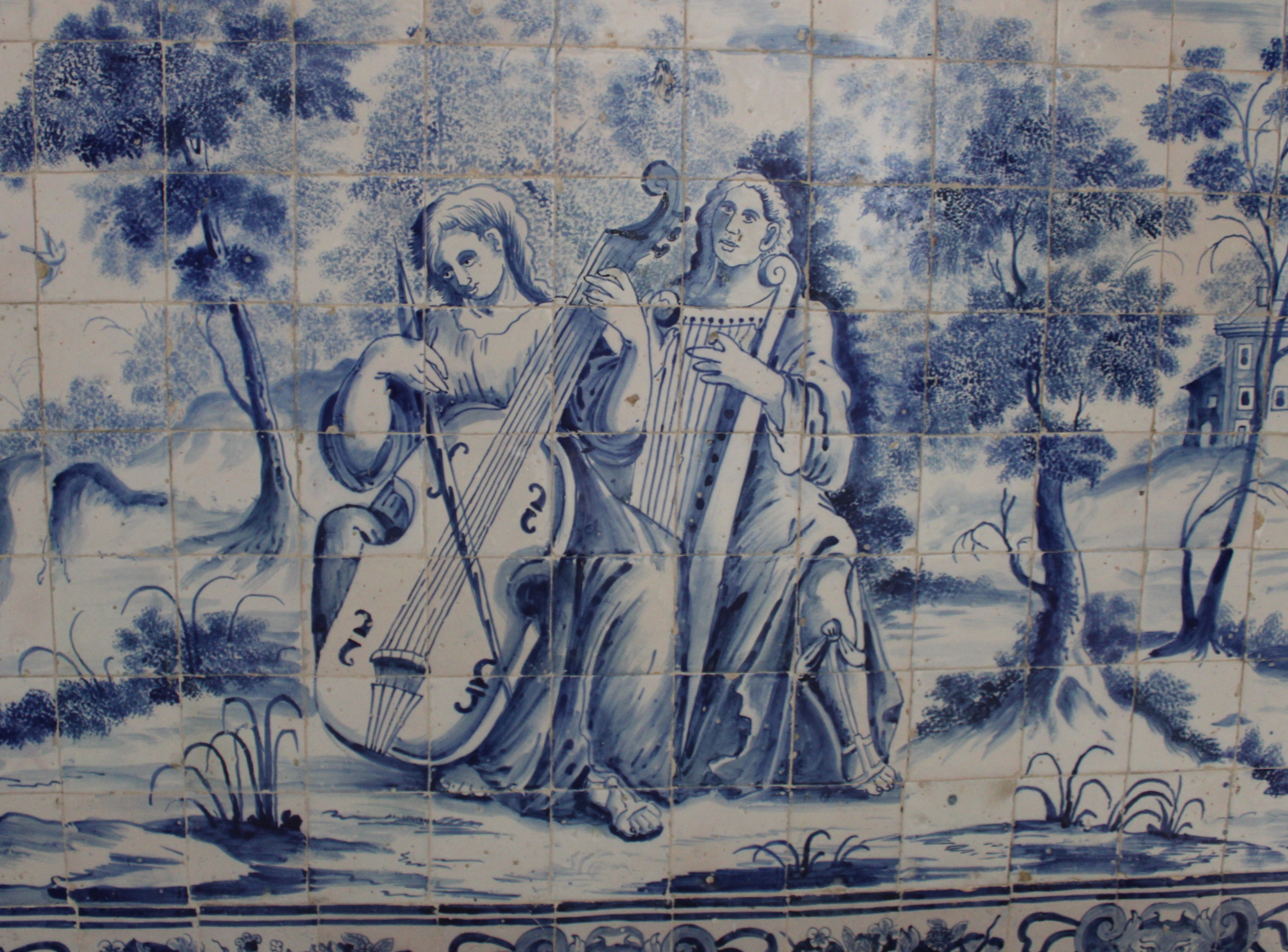
Violoncelle et harpe, Azulajos. Monastère de Saint-Vincent de Fora (Portugal).

Le violoncelle est un instrument de la famille des cordes frottées par un archet. Cette dernière s'est constituée en Italie au cours du XVIe siècle dans le prolongement des instruments du type rebec et lira (lira da braccio et lirone) dont elle conserve les accords en quinte, la forme gothique tardive mais pas les bourdons. Vers 1530, la basse de violon, instrument apparenté au violoncelle, est un instrument plus petit qu'il ne l'est aujourd'hui, doté de trois cordes et accordé une quinte au-dessous du violon (contre une quinte et une octave aujourd'hui). En 1550, une quatrième corde (grave) est ajoutée et l'accord revu. La taille du corps de l'instrument (hors manche) augmente jusqu'à 80 à 85 centimètres (la taille actuelle est d'environ 76 centimètres). Cette taille est la limite : au-delà, la technique de main gauche, à une époque où le démanché apparaît seulement, devient trop ardue. Les luthiers commencent alors à fabriquer de plus petites basses de violons et beaucoup de basses de violon furent retaillées ; le violoncelle (viol-one-cello) est donc un grand (suffixe -one) violon réduit (suffixe -cello).
Si l'on suit l'interprétation courante, la famille des violons (violon, alto et violoncelle) est fixée dans sa forme actuelle par Andrea Amati (v. 1505/1510-1577), luthier de Crémone. C'est dans cette ville importante pour la musique occidentale que le violoncelle et toute sa famille prennent leur forme définitive, dans les ateliers de Niccolò Amati — descendant du précédent —, du célèbre Antonio Stradivari (Crémone, 1644 - 17 décembre 1737) — probable élève de Niccolò — et de Bartolomeo Giuseppe Guarneri (1698-1744) — élève de Stradivari surnommé Guarneri del Gesù. Cette école italienne fixe les formes et rayonne dans toute l'Europe, au travers du compagnonnage : Jakobus Stainer (1621-1683), maître de la lutherie austro-hongroise, est un probable camarade de Stradivari chez Amati. François Médard, élève de Stradivari, rentre chez lui à Mirecourt en Lorraine, une fois ses études achevées.
La première mention officielle du terme violoncello apparaît dans les Dodici sonate a duo e a tre, op. 4 (Venise, 1665) de Giulio Cesare Arresti, un compositeur de Bologne.

### Conquête

Madame Henriette de France à la « basse de viole ».

Cette naissance prestigieuse, pourtant, n'assure pas une réputation immédiate au violoncelle. La concurrence qui l'oppose à la basse de viole de gambe est serrée. En effet, la viole de gambe (elle aussi dérivant du « rebab », introduit en Espagne par les Maures vers le VIIIe siècle) connaît son heure de gloire en Italie depuis que le noble valencien Roderic de Borja (devenu Rodrigo Borgia en Italie), futur pape Alexandre VI, a amené de nombreux violistes à Rome. Le violoncelle est fort discret au XVIIe siècle, et le XVIIIe siècle est un siècle de coexistence dans la littérature pour ensemble ou dans les œuvres solistiques.
Certains compositeurs, tels Purcell, Marin Marais ou François Couperin, ne s'habituent pas à l'instrument et prennent bien garde de préciser dans leurs œuvres qu'elles sont destinées à la « basse de viole » et non au violoncelle. Mais à la fin du XVIIIe siècle, la basse de viole est supplantée définitivement ; en effet, les virtuoses du violoncelle parviennent à convaincre leurs contemporains de ses qualités de timbre et de virtuosité, et des œuvres majeures font sa renommée, en particulier les six Suites pour Violoncelle seul de Jean-Sébastien Bach qui visitent en profondeur les capacités polyphoniques rares de l'instrument.
On met souvent cette lutte en parallèle de celle des classes : les viola da gamba, famille des violes, étaient considérées comme des instruments plus nobles que ceux de la famille des viola da braccio, nos instruments à cordes modernes, plus vulgaires pour les contemporains du XVIe siècle. Sans doute faut-il compter les évolutions sociales du XVIIIe siècle au nombre des raisons du succès de cette deuxième famille. Pendant la Révolution française et après, les violes, sans doute jugées trop aristocratiques, furent transformées en violoncelles, violons et altos.

### Éclosion (XVIIIesiècle)
En tant que substitut à la viole de basse, le violoncelle est d'abord confiné aux rôles d'accompagnement. Jusqu'à la fin du XVIIIe siècle, instrument moins trapu qu'aujourd'hui, le violoncelle seconde le clavecin et complète la « basse continue » qui fonde les bases de l'harmonie dans les œuvres musicales baroques. Le son est plus confidentiel, plus feutré que celui des instruments modernes.
Pourtant, l'instrument commence à s'imposer. Antonio Vivaldi (1678-1741) lui dédie 27 concertos et 11 sonates avec basse continue ; Luigi Boccherini (1734-1805), violoncelliste virtuose, le dote de concertos pour violoncelle.
Surtout, la technique évolue :
- la virtuosité commence au XVIIIe siècle : les positions du pouce sont inventées, le violoncelliste Francesco Alborea (« Franciscello », 1691-1739) étant l'un des premiers à les avoir fait connaître. Les deux sonates qu'on lui attribue utilisent le ré4, de nombreuses doubles cordes, et accords arpégés ;

- les frères Duport, Jean-Pierre et Jean-Louis (virtuose du Stradivarius que possédait Rostropovitch) œuvrent un peu plus tard dans le XVIIIe siècle. Les sonates de Jean-Pierre, l'aîné, atteignent le la5. Jean-Louis Duport est l'auteur d'un ouvrage théorique, Essai sur le doigté (1806), qui jette les bases du doigté moderne du violoncelle.

Les violoncellistes deviennent des virtuoses, et tiennent à le faire savoir. On connaît des œuvres, parfois majeures, qui ont eu pour but de mettre en valeur ces nouvelles possibilités techniques. La partie soliste du Concerto en ré majeur de Haydn n'a pu être écrite que par un violoncelliste : on dit souvent que le violoncelliste Antonín Kraft aurait esquissé l'œuvre de Haydn qui l'aurait ensuite complétée (au XIXe siècle, Gevaert l’a retouchée et y a ajouté l’orchestration). Le même type de collaboration est suggéré pour le Concerto pour violoncelle en si mineur (1895) de Dvořák, entre le compositeur et son collègue de récital aux États-Unis, le violoncelliste Hanuš Wihan.

### Période romantique (XIXesiècle)
La période romantique — le XIXe siècle — est particulièrement profitable au violoncelle. Johannes Brahms, Robert Schumann, Édouard Lalo, Camille Saint-Saëns, Antonín Dvořák, Jacques Offenbach (qui jouait magnifiquement bien du violoncelle), Ludwig van Beethoven, Felix Mendelssohn écrivent des pièces pour violoncelle et piano ou des concertos mémorables (voir ci-dessous : répertoire).
À cette époque, les dimensions de l'instrument ne changent plus. Son timbre devient éclatant, et sa puissance sonore, limitée lorsqu'il était instrument d'accompagnement, augmente, d'une part pour permettre aux compositeurs d'utiliser de plus grands orchestres ou des techniques d'orchestration plus ambitieuses, et d'autre part pour répondre aux nouvelles exigences des salles de concerts de plus en plus grandes.
La période romantique est également un passage important dans la technique du violoncelle. En effet, de nombreux compositeurs (violoncellistes eux-mêmes) écrivent traités et méthodes pour leurs élèves. Les musiciens ayant alors publié des études pour le violoncelle sont entre autres, Sébastien Lee, David Popper, Friedrich Dotzauer, Jean-Louis Duport et Bernhard Romberg.

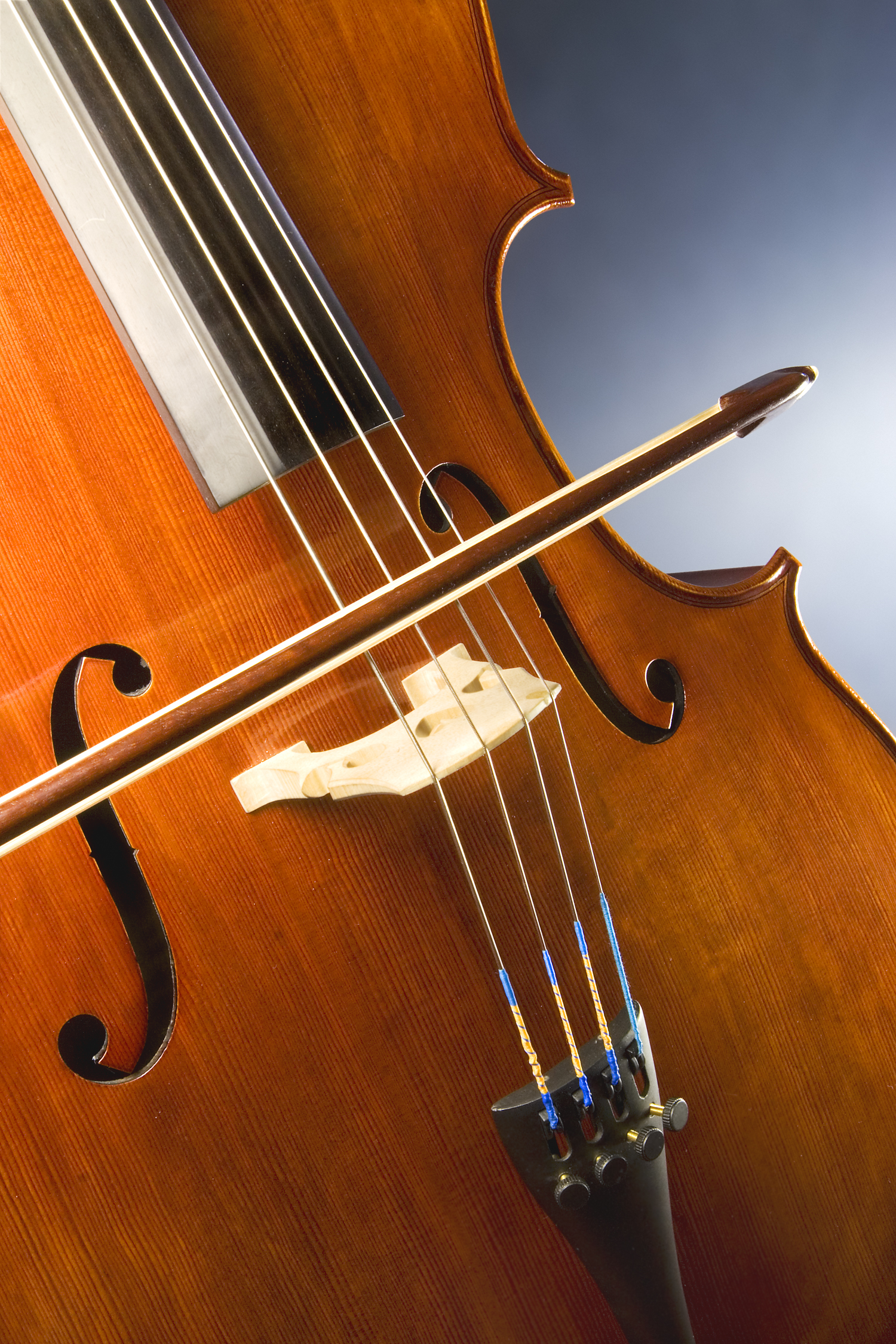
Détail d’un violoncelle. Dans la section Cordes de cet article on peut deviner la marque et modèle des cordes en « lisant » les codes de couleur des bouts de corde attachés au cordier.

### Époque contemporaine (XXesiècle)
Au XXe siècle, l'instrument fait presque jeu égal avec le violon. Rares sont les compositeurs majeurs dont le catalogue des œuvres ne contient pas de pièces pour violoncelle.
- Les compositeurs français, parmi lesquels Gabriel Fauré, Maurice Ravel ou Claude Debussy en font grand usage dans leur musique de chambre.
- Les compositeurs modernes Paul Hindemith, Serge Prokofiev, Dmitri Chostakovitch, Dmitri Kabalevski, Benjamin Britten, Henri Dutilleux, Bohuslav Martinů, Olivier Messiaen, Heitor Villa-Lobos, Hans Werner Henze, György Ligeti, Frank Martin, Krzysztof Penderecki, Heinrich Sutermeister, Witold Lutosławski, Peter Mieg, Norbert Moret, etc. explorèrent davantage les capacités du violoncelle, et ce grâce, entre autres, à l'influence majeure de Mstislav Rostropovitch, meilleur ambassadeur de son instrument et qui a créé plus de cent cinquante œuvres. La qualité des interprètes s'améliorant, l'éventail technique mis en œuvre explose (voir la sonate pour violoncelle seul de Zoltán Kodály).
- La musique contemporaine a exploré de nouveaux modes de jeu au violoncelle, notamment la compositrice finlandaise Kaija Saariaho, qui, outre une œuvre abondante pour l'instrument, a développé de nouvelles sonorités, avec surtout un travail sur la texture. Ces nouvelles techniques incluent bien sûr des dispositifs électroniques qui permettent de modifier en temps réel le son produit par l'instrumentiste, mais aussi de nouvelles techniques de jeu virtuoses, notamment des variations de pression et d'inclinaison de l'archet qui produisent un son extrêmement rugueux. On peut par exemple citer les œuvres pour violoncelle seul de Iannis Xenakis (Nomos Alpha, Kottos). Le compositeur suisse Gérard Zinsstag a également écrit une œuvre spectaculaire, Mozaic (violoncelle et piano) dans laquelle il emploie des techniques d'archet assez particulières, notamment le rebondissement de l'archet sur le cordier ou sur le rebord des éclisses.

## Aspects techniques

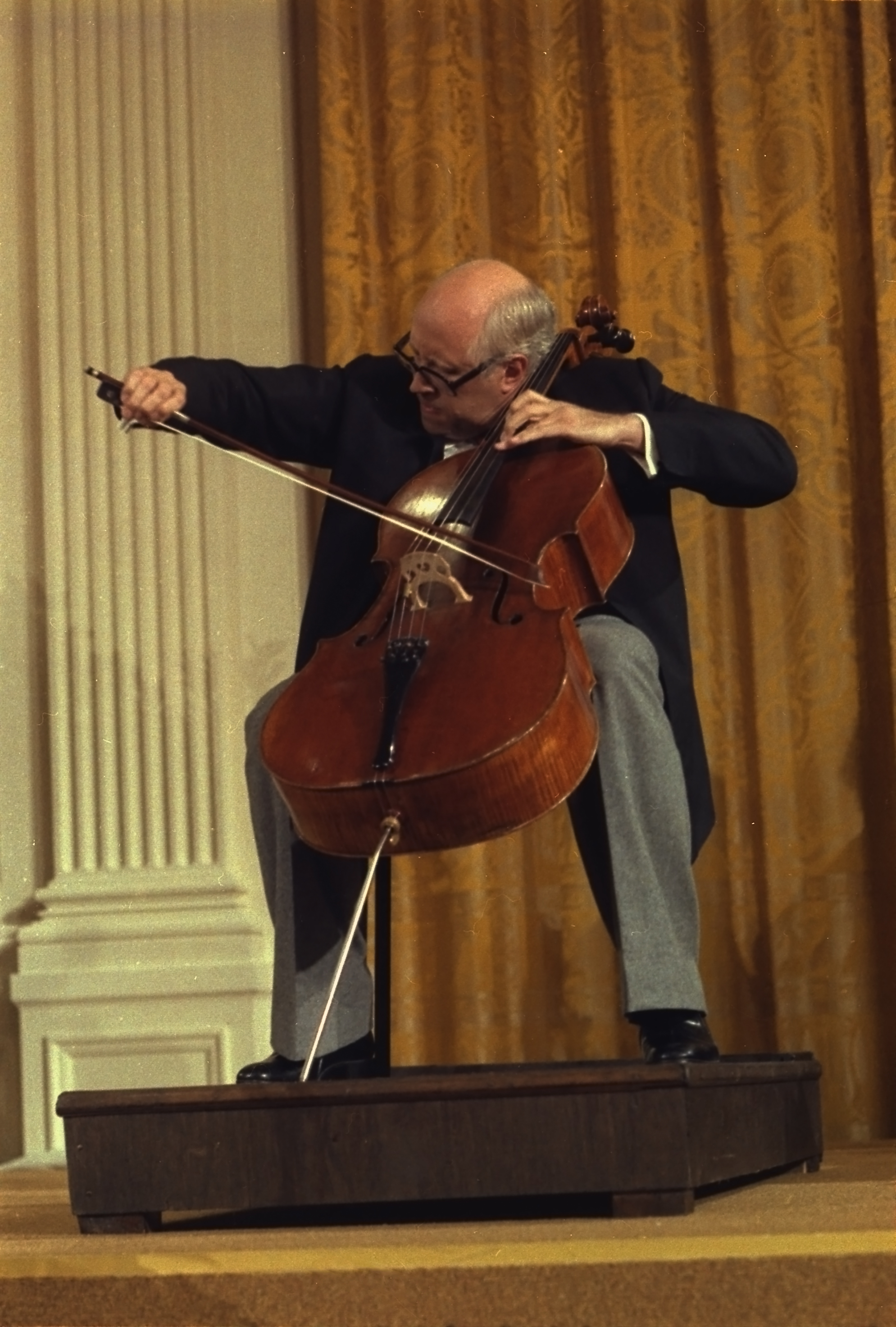
Position de jeu du violoncelle (Mstislav Rostropovitch, 1978)

### Taille
Les instruments modernes ont une longueur de corps (hors manche) qui varie entre 74 cm pour les plus petits à 76,5 cm pour les plus grands.
À titre de comparaison, voici les dimensions d'instruments célèbres :
|                             | Niccolò Amati | Niccolò Amati | Stradivarius | Stradivarius | Stradivarius | Stradivarius | Stradivarius | Montagnana |
| Duport                      | Niccolò Amati | Niccolò Amati | Batta        | Piatti       | De Munck     | Servais      |              | Montagnana |
| Longueur                    | 76            | 75,7          | 75,5         | 75,6         | 75,9         | 74,6         | 79,15        | 73,85      |
| Largeur (partie supérieure) | 35,6          | 37,1          | 34           | 34,6         | 34,6         | 32,7         | 36,35        | 36         |
| Largeur (partie inférieure) | 45            | 45,7          | 43,6         | 44,1         | 43,8         | 41,9         | 46,7         | 44,7       |

Il existe plusieurs tailles, par ordre croissant : seizième, huitième, quart, demi, trois-quarts, sept-huitièmes, entier (il existe des entiers de tailles différentes).

### Pique

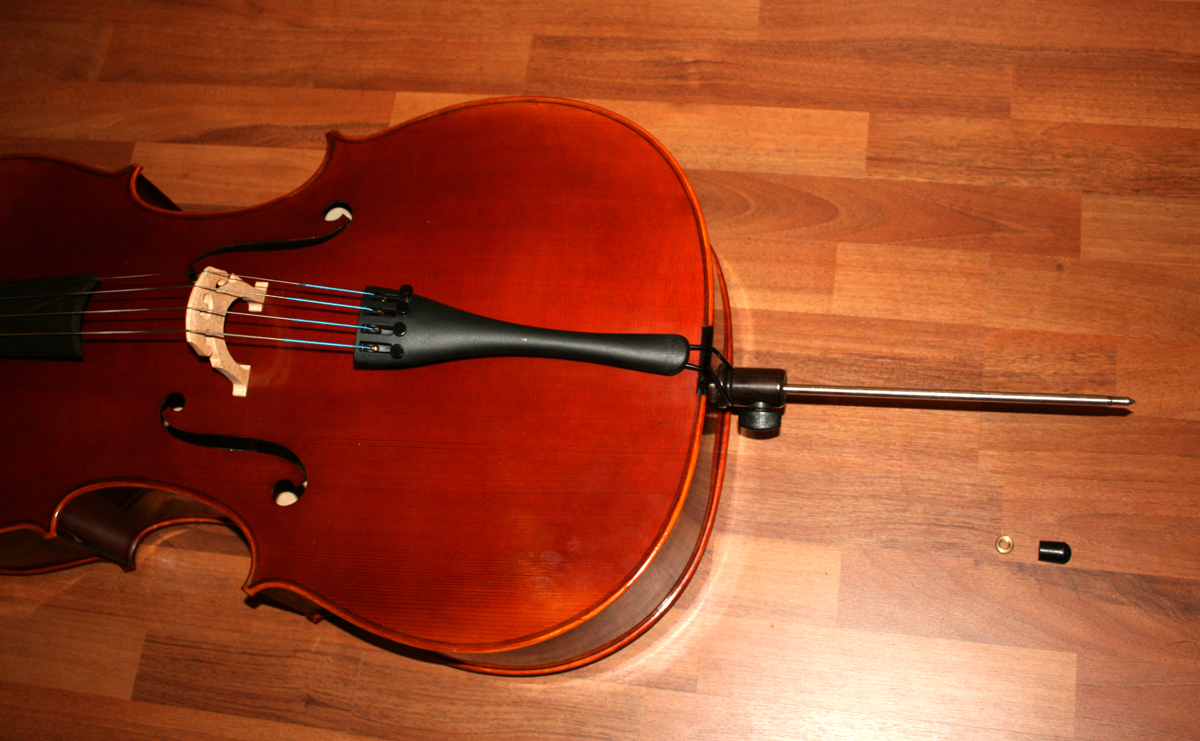
Pique d'un violoncelle.

Absente à l'époque baroque, ajoutée au milieu du XIXe siècle, par le violoncelliste Franchomme, la pique, pièce de métal, parfois aussi en bois tourné ou en fibre de carbone, supportant le violoncelle, est aujourd'hui généralement un mince piquet de 30 à 60 cm, terminé par une pointe métallique. Cette pique peut coulisser dans le violoncelle à des fins d'ajustement ou de rangement.
La pointe métallique est plantée dans une « planche » (bois, plexiglas, etc.) munie d'encoches ou dans une pièce d'un tissu résistant (moquettes, toiles, etc.) et permet ainsi de mieux stabiliser l'instrument. À des fins de rangement, cette pointe métallique peut être recouverte d'un embout de caoutchouc de forme sphérique ou conique.
La pique a été rendue nécessaire par la complexification de la technique de main gauche. En effet, avec l'augmentation du nombre et de la magnitude des mouvements de l'instrumentiste, un instrument plus stable s'est vite avéré indispensable.
L'utilisation de la pique a été accélérée par le violoncelliste belge Adrien-François Servais et le luthier lillois Joseph Hel qui contribua à son innovation.
Cette pique, au fil du temps, remonte progressivement le violoncelle vers l'oblique. Paul Tortelier, au XXe siècle, invente une pique « barbare » qui comporte un angle presque droit et permet de remonter plus encore l'instrument vers l'horizontale.

### Cordes

#### Tessiture

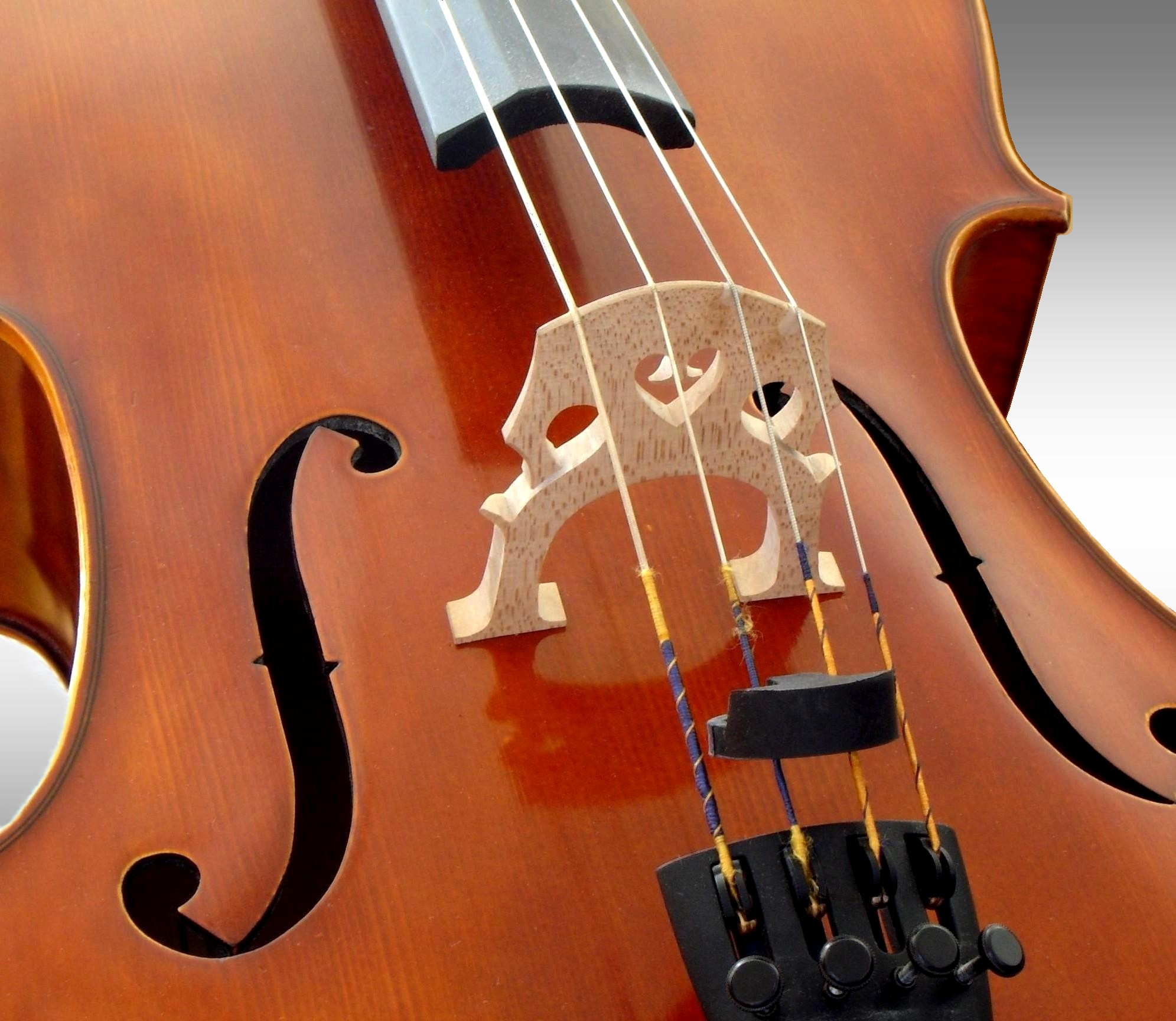
Chevalet d'un violoncelle.

Le violoncelle a quatre cordes: do (la plus grave), sol, ré, la (la plus aiguë). Sa gamme de fréquences fondamentales va approximativement de 65 à 1 000 Hz.

#### Fabrication des cordes
Les cordes peuvent changer de manière remarquable le son de l'instrument. Elles étaient initialement faites en boyau mais sont, de nos jours, la plupart du temps en acier. Des fabricants danois, autrichiens, allemands et d'autres pays fabriquent des cordes qui sont composées d'un câble ou fil, en acier ou en matériau synthétique, filé avec un matériel résistant qui l'enveloppe en spirale. Le matériel de filage peut être de l'acier, un alliage d'argent ou bien du tungstène.
Les codes de couleur permettent d'identifier le fabricant, modèle et tension de la corde. Les fabricants proposent habituellement trois tensions : basse, moyenne et haute.
Un jeu de cordes en 2011 coûtait entre 100 et 200 euros.
Le choix de la corde est un choix personnel qui est dicté à la fois par les préférences de l'instrumentiste, ainsi que par la réponse sonore de son instrument. Les cordes en boyau ont la réputation de produire un son plus chaud et plus riche, mais de moins tenir l'accord (elles sont sensibles à l'hygrométrie). Elles sont encore utilisées actuellement pour la musique baroque, la sonorité qu'elles procurent étant plus proche de la sonorité d'époque.
Les cordes neuves prennent quelques jours avant de donner leur son définitif. Elles durent entre quelques mois, voire semaines (pour un usage intensif et exigeant), et plusieurs années (pour un usage peu fréquent). Certaines cordes ont la réputation de perdre leurs qualités de timbre après une certaine utilisation ; la dégradation est progressive, et seul le remplacement avec une corde neuve de la même marque et modèle permet de l'apprécier.

#### Quelques conseils d'utilisation
- Les cordes s'échangent une à une, car le chevalet est simplement appuyé (et non pas collé) sur la table. Enlever toutes les cordes d'un violoncelle pourrait faire tomber l'âme ; replacer l'âme requiert l'intervention d'un luthier.

- Il n'est pas conseillé d'enlever et de remettre des cordes fréquemment, car cela les abîme.
- Il est une bonne pratique de mettre un lubrifiant solide comme le graphite (une mine de crayon gras 2B, 3B ou supérieur suffira) sur les points d'appui de la corde afin de l'aider à glisser.

#### Quelques exemples de cordes (liste non exhaustive)
| Fabricant                   | Modèle            | Code couleur                            |
| --------------------------- | ----------------- | --------------------------------------- |
| Pirastro (Allemagne)        | Permanent         | Bas jaune/orange avec torsade bleue     |
| Pirastro (Allemagne)        | Passione          | Bas blanc, torsade couleur tabac        |
| Thomastik-Infeld (Autriche) | Spirocore Wolfram | Haut rouge, bas rouge                   |
| Jargar (Danemark)           | Tension medium    | Haut bleu turquoise, bas turquoise      |
| Jargar (Danemark)           | Tension forte     | Haut bleu turquoise, bas rouge          |
| Larsen (Danemark)           | Soft              | Haut bleu, bas jaune avec torsade bleue |
| Larsen (Danemark)           | Medium            | Haut rouge                              |
| Larsen (Danemark)           | Strong            | Haut vert                               |

### Technique de main gauche

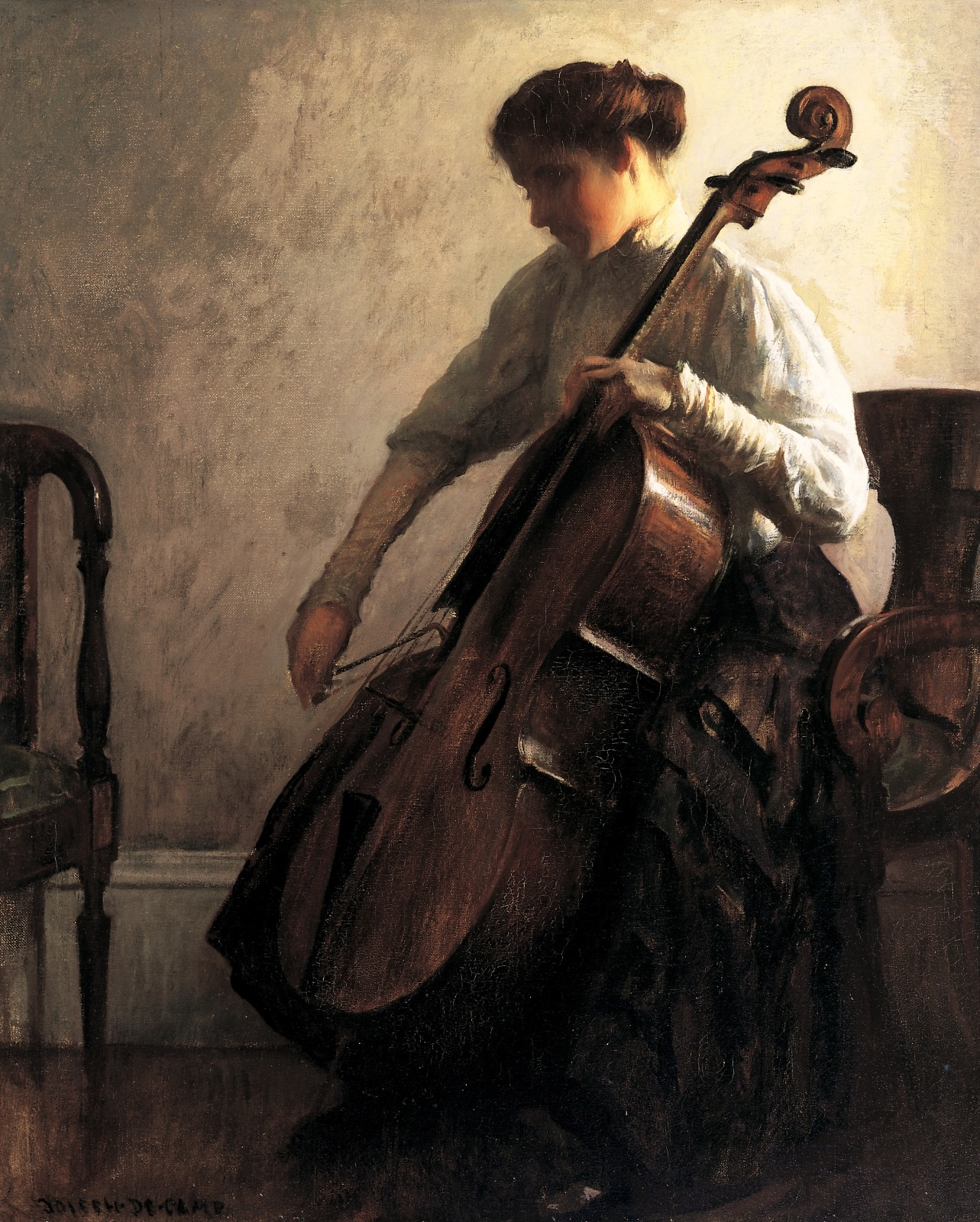
La violoncelliste (The Cellist) peint par Joseph DeCamp

La pédagogie moderne utilise le concept de « positions ».
Sur une corde donnée, on appelle « première position » le fait de placer l'index de telle sorte que la note jouée sonne un ton plus haut que la corde à vide (sans doigt). Ainsi, l'index se place sur le « si » pour ce qui est de la corde de la.
D'une façon plus générale, la position « n » s'obtient en plaçant l'index n « intervalles » (selon la gamme de do majeur) plus haut que la corde à vide.
Ainsi, la quatrième position est-elle située une quinte au-dessus de la corde à vide. La main se trouve alors dans une position très confortable, le pouce logé dans l'angle que forme le manche quand il rencontre l'éclisse. Cette position est traditionnellement la deuxième que le débutant aborde, puisque associée avec la première position, elle donne accès à toutes les notes du manche (de Do1 à Sol3, soit deux octaves et demi) et permet l'exécution d'un répertoire simple (incluant les plus simples des danses des Suites de Bach).
Par la suite sont abordées les positions intermédiaires (deuxième et troisième, ainsi que la pratique des demi-positions intercalées) qui permettent la pratique de doigtés plus aisés et naturels, ainsi que la cinquième position (l'index une sixte au-dessus de la corde à vide, la seconde harmonique disponible sous l'auriculaire).
Enfin, les « positions du pouce », c'est-à-dire celles supérieures à la cinquième position et pour lesquelles le pouce est posé perpendiculairement aux cordes (toujours sur deux cordes). Plus tard, les positions du pouce sont étendues à la totalité du manche.

#### Extension
L'extension est le déplacement d'un ou plusieurs doigts de la main gauche sur la touche afin d'atteindre des notes plus aiguës ou plus graves d'un demi-ton ou d'un ton, voire plus.
Lorsqu'on veut atteindre une note plus grave d'un demi ton (extension arrière), on déplace plus généralement l'index vers le haut plutôt que de déplacer la main entière. Lors d'une extension avant (pour atteindre une note plus aiguë sans déplacer toute la main), on décale d'abord le pouce, en dessous du manche. Le second doigt suit le mouvement et se déplace d'un demi ton : les troisième et quatrième doigts se trouvent alors automatiquement placés. Il arrive également qu'on fasse une double extension d'un ton pour aller chercher une note dans la position suivante sans avoir à démancher. On ne déplace la main entière (voir démanché) que lorsque l'extension s'avère trop compliquée, ou que la position s'avère plus aisée pour atteindre les notes.

#### Démanché
Le démanché consiste en un déplacement de la main gauche dans le sens du manche afin d'atteindre des notes plus aigües ou plus graves.
On distingue plusieurs « positions » de la main gauche sur le manche, sous les noms de la première, deuxième, troisième, quatrième, cinquième, sixième et septième position, puis on passe aux positions dites du pouce car alors le pouce n'est plus placé sous le manche mais barre une ou deux cordes.
On rencontre ce terme chez Rabelais (1550) ; le démanché semble donc être contemporain de l'établissement des formes définitives de l'instrument (pour mémoire, Andrea Amati vécut entre 1535 et 1612).

#### Pouce
L'aspect le plus original de la technique du violoncelle est l'utilisation du pouce, une technique à laquelle le violoniste n'a pas recours.
En temps normal, celui-ci est placé sous le manche, entre l'index et le majeur (ou en opposition avec le majeur). Toutefois, une fois la main gauche au-dessus de la table (au-delà du la3), cette possibilité disparaît et le pouce sort. Celui-ci, posé en travers des cordes (sur une corde, deux cordes, plus rarement trois cordes, et le plus souvent sur la et ré) permet:
- de stabiliser la main
- d'ajouter un doigt, augmentant d'autant la virtuosité potentielle de l'instrument.

Le pouce permet ainsi au violoncelliste de jouer des octaves en doubles-cordes sur l'ensemble du violoncelle et dans le registre aigu de limiter les démanchés.
On cite le violoncelliste Francesco Alborea (« Franciscello », 1691-1739), que l'on retrouve en Italie et en Autriche, comme l'un des premiers promoteurs de cette technique. Aujourd'hui, cette technique est très répandue, tant elle simplifie nombre de situations difficiles.

#### Le vibrato
Le vibrato au violoncelle comme sur les autres instruments à cordes est une ondulation expressive de hauteur d'une note. Il est produit par une oscillation du doigt, d'amplitude et de vitesse plus ou moins grande suivant l'effet recherché, résultant d'un petit mouvement souple et régulier effectué quasi-verticalement (dans le sens de la longueur de la corde) par la main et l'avant-bras gauche.

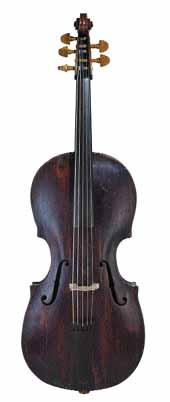
Violoncelle piccolo à 5 cordes

## Le violoncelle piccolo à 5 cordes
Ce violoncelle possède une corde supplémentaire (accordée en mi ou en ré aigu). Il était particulièrement utilisé durant la période baroque, et était légèrement plus petit qu'un violoncelle normal.
Ce type de violoncelle a été proposé par Jean-Sébastien Bach à l'époque où il écrivait ses cantates sacrées. Pour certaines d’entre elles il avait besoin d’un « violoncelle avec une corde aiguë supplémentaire en mi ».
Il existait également la Viola pomposa, entre le violoncelle et l'alto, accordé en do sol ré la mi, pour lequel Bach a écrit beaucoup de parties d'orchestre.
Sa sixième suite pour violoncelle a elle aussi été écrite pour un instrument à 5 cordes, bien que la plupart des interprètes la jouent sur un violoncelle à 4 cordes, cela rendant la tâche d'interprétation bien plus ardue et l'éloignant de l'intention de l'auteur. En effet l'ajout d'une corde de mi supplémentaire permet des montées dans les aigus, des accords et des bariolages particuliers, qui seraient difficiles, (voire impossibles) à exécuter tels quels sur un violoncelle à 4 cordes. De plus la présence de cette cinquième corde produit de nouvelles harmoniques qui participent de la sonorité d'ensemble de l'instrument.

## Le violoncelle dans le monde
Le violoncelle est un instrument essentiellement consacré à la musique classique occidentale, toutefois il a connu récemment des usages dans la musique traditionnelle d'Italie et d'Afrique du Nord notamment. Il fait en effet partie depuis 1930 de l'orchestre firqa en Égypte, depuis 1989 de l'ensemble âla du Maroc et de l'ensemble jawq de Tunisie. Ces formations jouent la musique arabo-andalouse sur cet instrument dont la touche lisse s'accommode de tous les intervalles.
En Argentine, il est utilisé dans les orchestres de tango à partir des orchestres typiques des années 1940, et Astor Piazzolla a écrit des œuvres où le violoncelle fait jeu égal avec le bandonéon.

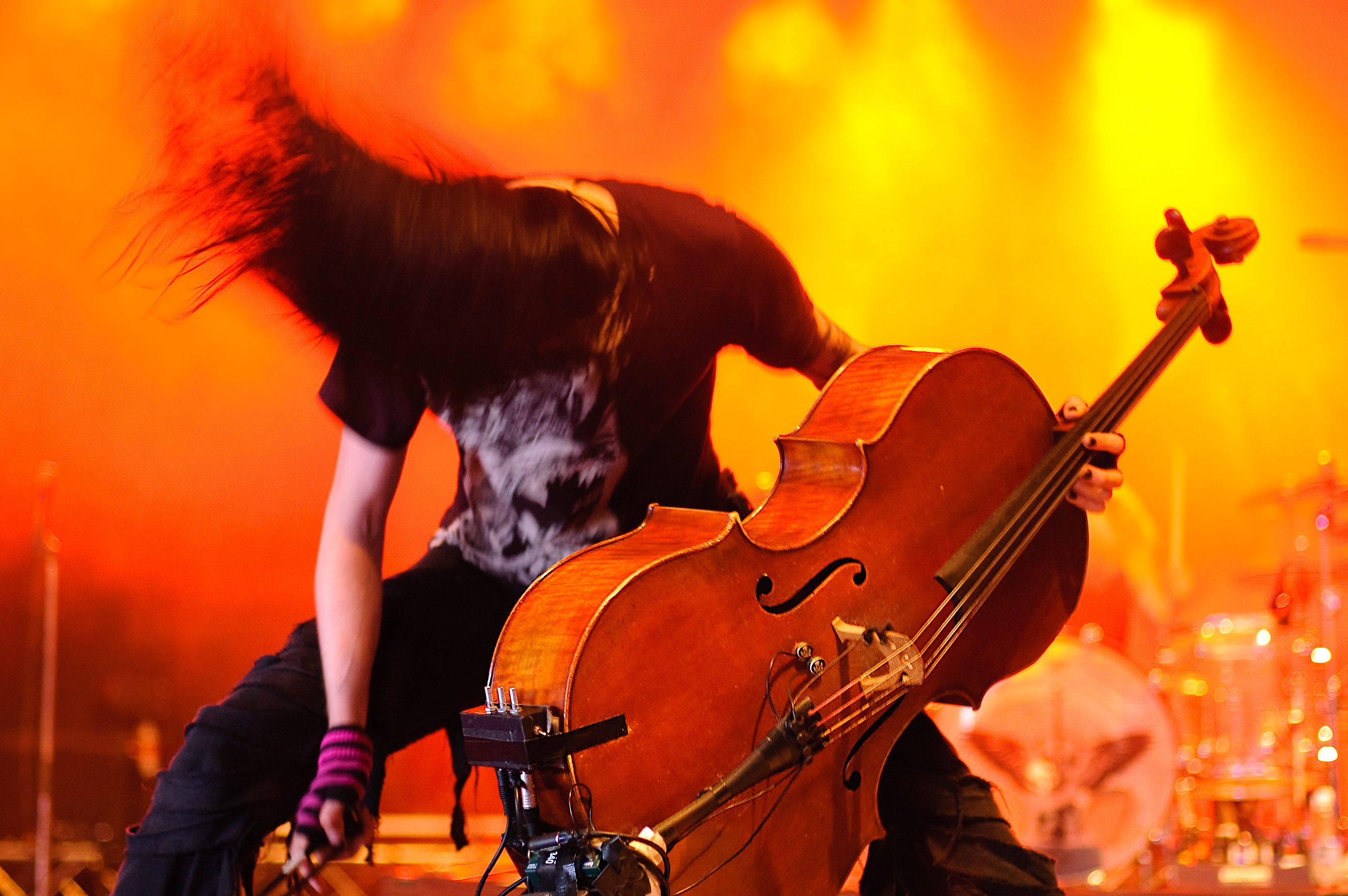
Le groupe de metal Apocalyptica utilise le violoncelle.

Le violoncelle est aussi utilisé dans le metal, notamment par le groupe finlandais Apocalyptica, ou dans la musique pop/rock, dans les reprises du duo slovèno-croate 2Cellos.
Il convient de mentionner aussi l'utilisation épisodique du violoncelle (le plus souvent accordé en quartes comme la contrebasse et joué en pizzicato) par quelques contrebassistes de jazz, notamment Oscar Pettiford (à la suite d'une fracture du bras qui lui interdisait temporairement la contrebasse), Percy Heath et Ron Carter.

## Le violoncelle en France
En France, l'Association Française du Violoncelle a été créée en 2001 et a eu pour présidents d'honneur Maud Tortelier (1926-2015), János Starker (1924-2013), Étienne Vatelot (1925-2013), Michel Oriano et Xavier Gagnepain. L'objectif de cette association est de promouvoir les activités autour du violoncelle et d'informer tous les passionnés de l'instrument. L'association compte plus de 1 500 adhérents. Elle produit la revue Le Violoncelle depuis sa création en 2001. Cette dernière a pour objectif de faire revivre la revue du même nom qui paraissait dans les années 1920-1930.

## L'archet courbe

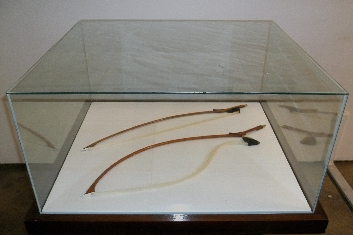
L'archet BACH.

Le « BACH.Bogen » est un archet curviforme convexe qui, contrairement à l'archet conventionnel, permet un jeu polyphonique d'un instrument à cordes frottées. C'est en 1989 que Michael Bach commença à développer cet archet avec le soutien de John Cage, Dieter Schnebel, Mstislav Rostropovitch et Luigi Colani. Depuis lors, un grand nombre de partitions ont été écrites pour cet archet. Un modèle d'archet BACH.bogen a été spécialement développé pour les œuvres pour violon ou violoncelle solo de J. S. Bach où alternent jeu polyphonique et jeu monophonique.

## Violoncellistes célèbres

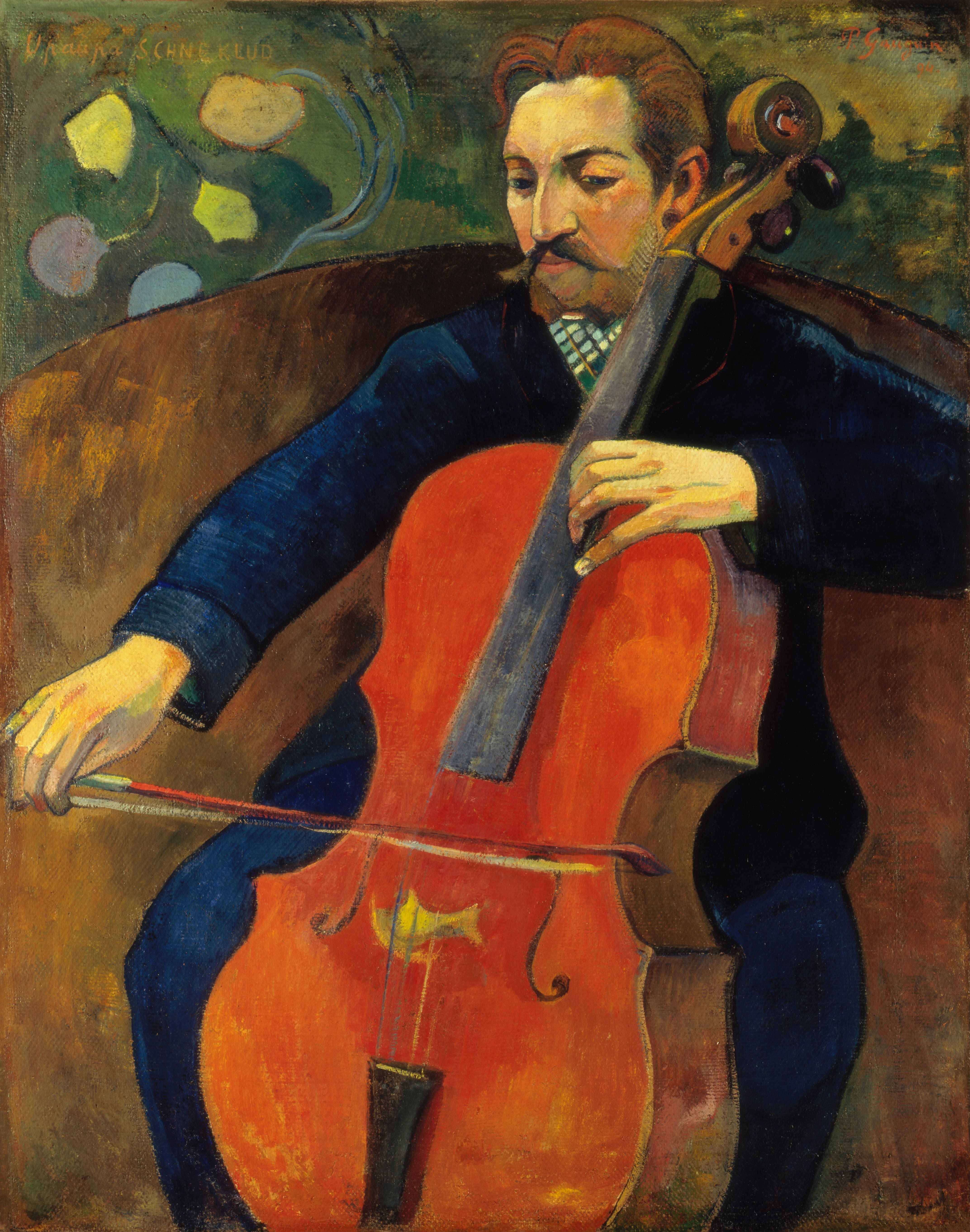
Le Violoncelliste, portrait fait par Gauguin de son ami F.-G. Schneklud (1894).

À travers le monde et les époques, les noms suivants sont des violoncellistes célèbres :
- Pablo Casals
- Mstislav Rostropovitch
- Gregor Piatigorsky
- Antônio Meneses
- Jacqueline du Pré
- János Starker
- Anner Bylsma
- Jordi Savall
- Nikolaus Harnoncourt
- Maurice Baquet, également acteur et humoriste
- Maurice Maréchal
- Maurice Gendron
- Lynn Harrell
- Heinrich Schiff
- Aurora Bertrana
- Bernhard Romberg
- Antonín Kraft
- Nikolaus Kraft
- Louis Norblin
- Auguste-Joseph Franchomme
- Adrien-François Servais

Les violoncellistes suivants ont marqué pour leurs contributions dans l'enseignement du violoncelle (méthodes et études) :
- Louis Feuillard, créateur de la méthode du jeune violoncelliste et de nombreuses études de l'école française de violoncelle
- Shin'ichi Suzuki, créateur de la méthode Suzuki
- Jean-Louis Duport
- Jean-Baptiste Bréval
- Friedrich Dotzauer
- David Popper
- Friedrich August Kummer
- Paul Bazelaire
- André Navarra
- Paul Tortelier

On compte nombre de compositeurs qui étaient ou sont également violoncellistes :
- Joseph Abaco
- Hugo Becker
- Luigi Boccherini
- Alexandre Borodine
- Berthold Damcke
- Franz Danzi
- Anton Fils
- Jean-Baptiste Janson
- Jacques Offenbach
- Camille Pépin
- Giovanni Sollima
- Auguste Tolbecque
- Jean-Baptiste Vanhal
- Friedrich Witt

En France, les violoncellistes suivants ont acquis une certaine célébrité :
- Roland Pidoux
- Frédéric Lodéon
- Philippe Muller
- Bruno Cocset
- Christophe Coin
- Xavier Gagnepain
- Henri Demarquette
- Anne Gastinel
- Xavier Phillips
- Marc Coppey
- Raphaël Pidoux
- Emmanuelle Bertrand
- Ophélie Gaillard
- Gautier Capuçon
- Jean-Guihen Queyras
- Victor Julien-Laferrière
- Edgar Moreau

De nos jours et dans d'autres pays, les interprètes qui suivent sont également connus :
- Yo Yo Ma
- Mischa Maisky
- Arto Noras
- Pieter Wispelwey
- Steven Isserlis
- Truls Mørk
- Marie Hallynck
- Camille Thomas
- Stéphane Tétreault
- Alisa Weilerstein
- Stjepan Hauser et Luka Šulić membres fondateurs de 2Cellos
- Apocalyptica, groupe de métal finlandais composé de plusieurs violoncellistes

## Violoncelles célèbres
Les plus célèbres instruments des grands luthiers sont nommés, non par le luthier, mais par l’Histoire et leurs interprètes (en particulier ceux de Stradivarius).
Antonio Stradivari :
- le « Batta »;
- le « Davidov », actuellement la propriété de Yo-Yo Ma;
- le « de Munck »;
- le « Duport », l'instrument de Mstislav Rostropovitch entre 1974 et sa mort;
- le « Gore-Booth », spolié par les Nazis en 1938 à Vienne (Autriche);
- le « Markevitch »;
- le « Piatti »;
- le « Romberg »;
- le « Servais »; un instrument de très grande taille, environ 3 cm plus grand que les violoncelles actuels. Il appartenait au violoncelliste belge Adrien-François Servais).
- le « Suggia ».

Autres violoncelles :
- le « Goffriller » (1733), joué par Pablo Casals jusqu'à sa mort;
- le « Poilu », instrument fabriqué avec des moyens de fortune pour Maurice Maréchal pendant la Première Guerre mondiale[9], conservé au musée des instruments de la Cité de la musique et possédant selon Emmanuelle Bertrand « une vraie personnalité »[10].

## Lutherie française
En ce qui concerne l'école française de lutherie, les noms les plus célèbres sont Lupot, Jean-Baptiste Vuillaume, Sébastien-Auguste Bernardel Père dont une basse ayant appartenu à Navarra. La basse n° 189 de 1853 présentée à l'exposition universelle de Paris en 1855 est actuellement la propriété de Jean-Eric Thirault, violoncelle solo de l'opéra de Marseille.
Le violoncelliste Auguste Tolbecque était également luthier et a écrit à ce propos L'art du luthier en 1901.
Le luthier lillois Joseph Hel qui a produit avec son fils Pierre Hel plus de 750 instruments (dont plusieurs violoncelles) est à l'origine d'un système ingénieux d'accordage et de réglage des chevilles ainsi qu'une innovation au niveau de la pique de l'instrument.